# Demokratyczny Ruch Społeczny

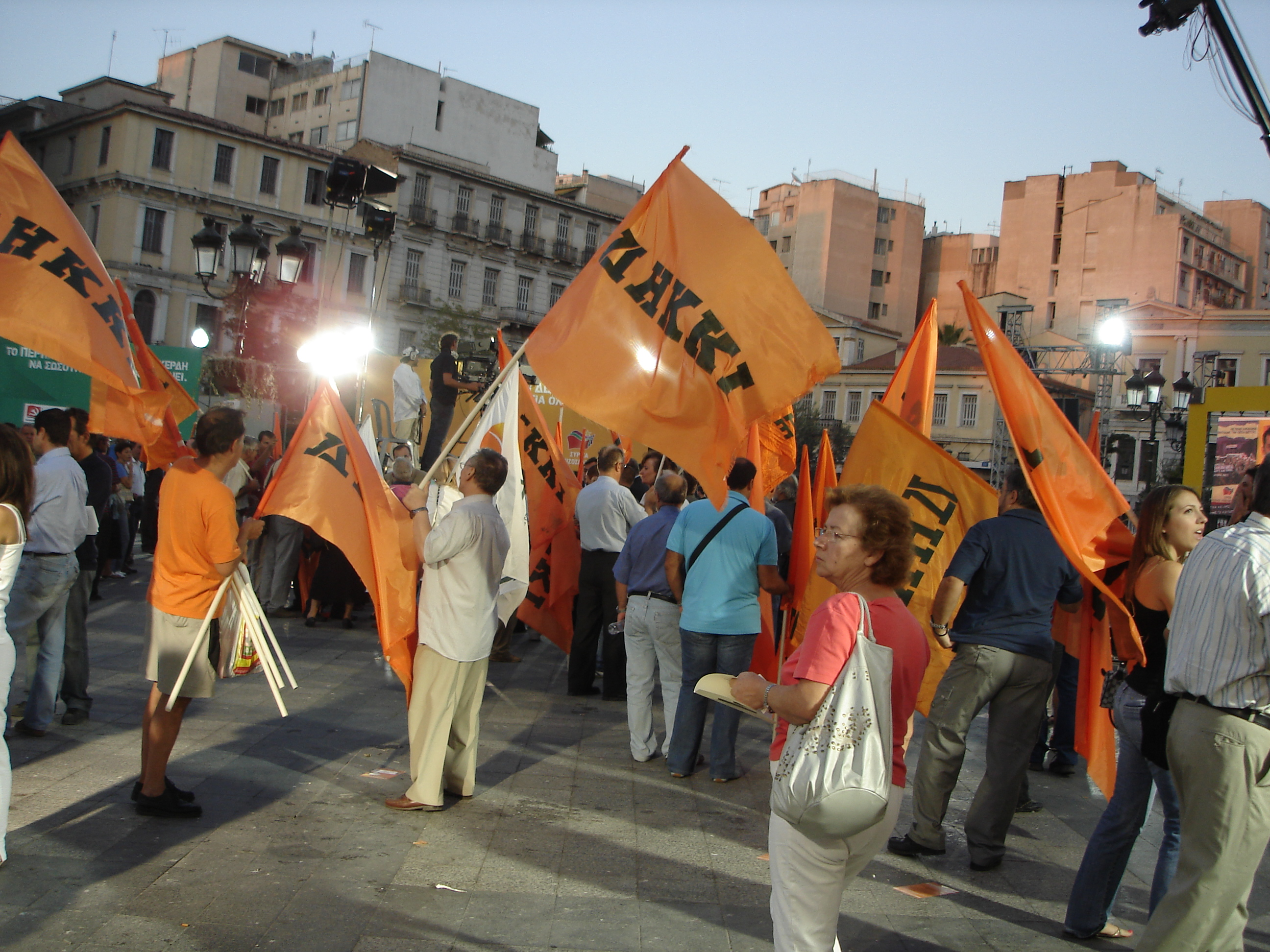
Zwolennicy DIKKI podczas wiecu Syrizy (2007)

Demokratyczny Ruch Społeczny (gr. Δημοκρατικό Κοινωνικό Κίνημα, DIKKI) – grecka lewicowa partia polityczna.
Partię powołała w 1995 grupa działaczy Panhelleńskiego Ruchu Socjalistycznego. Na jej czele stanął były minister finansów Dimitris Tsowolas. W wyborach parlamentarnych w 1996 partia uzyskała 4,4% głosów i 9 mandatów w Parlamencie Hellenów. Trzy lata później dwóch jej przedstawicieli weszło do Parlamentu Europejskiego, przystępując do Konfederacyjnej Grupy Zjednoczonej Lewicy Europejskiej i Nordyckiej Zielonej Lewicy. Europosłami zostali wówczas Emanuil Bakopulos i Dimitrios Kulurianos.
W 2000 i 2004 partia uzyskiwała poparcie na poziomie 2,6% i 1,8%, nie przekraczając progu wyborczego. Dimitris Tsowolas zapowiedział rozwiązanie DIKKI, ostatecznie ugrupowanie nie zostało wyrejestrowane, a on sam został usunięty z partii. W 2007 Demokratyczny Ruch Społeczny przystąpił do lewicowej koalicji Syriza.
Partię określano jako ugrupowanie socjaldemokratyczne lub nacjonalistyczno-socjalistyczne